# Ганс Лангсдорф
Ганс Вільгельм Лангсдорф (нім. Hans Wilhelm Langsdorff; 20 березня 1894, Берген-ауф-Рюген, Німеччина — 20 грудня 1939, Буенос-Айрес, Аргентина) — німецький військово-морський діяч, капітан-цур-зее, командир «кишенькового» лінкора «Адмірал граф Шпеє».

## Біографія
Лангсдорф народився 20 березня 1894 на в місті Бергені на острові Рюген. Він був старшим сином у родині з суворими і релігійними традиціями. У 1898 році сім'я переїхала в Дюссельдорф, де вони були сусідами сім'ї графа Максиміліана фон Шпеє, який став німецьким героєм (поплатившись при цьому своїм життям і життям всієї команди) в битві біля Фолклендських островів в 1914 році.

### Початок кар'єри
Під впливом сусідів, Лангсдорф вступив до Військово-морську академію в Кілі всупереч волі своїх батьків в 1912 році.
Під час Першої світової війни, вже лейтенант Лангсдорф отримав Залізний хрест 2-го класу в битві при Ютландії в 1916 році, а потім працював на тральщику всю решту війни. Він отримав Залізний хрест 1-го класу протягом решти періоду війни, але точна дата невідома.
У жовтні 1925 року, Лангсдорф був відправлений до міністерства оборони в Берліні для координації відносин між флотом і армією. У 1927 році він був відправлений командувати флотилією торпедних катерів, а в квітні 1930 року він був підвищений до звання капітан-лейтенанта. У 1931 році він був відкликаний до Берліна, а його організаторські здібності стали відомі і отримали належну оцінку.
Після приходу до влади нацистів, в 1934 році Лангсдорф просив залишити його на військовій службі, але замість цього його призначили в Міністерство внутрішніх справ.
У 1936 і 1937 році, служив на борту нового крейсера «Адмірал Граф Шпее» в складі команди адмірала Бахена. Лангсдорф взяв участь в німецькій підтримки націоналістичних заворушень під час громадянської війни в Іспанії. З 1 січня 1937 року, Лангсдорф був підвищений до капітана. Він отримав командування над крейсером «Адмірал Граф Шпее» в жовтні 1938 року.

### Друга світова війна
21 серпня 1939 року, «Адмірал Граф Шпее» покинув порт з наказом знищувати ворожі торгові судна в Південній Атлантиці після початку Другої світової війни. 20 вересня 1939 року, «Адмірал граф Шпее» вийшов в море для виконання наказів. Протягом наступних 10 тижнів, Лангсдорф діяв надзвичайно успішно, потопивши дев'ять британських торгових суден, загальною водотоннажністю понад 50 000 тонн. Лангсдорф приєднався до Гаазької конвенції і уникав вбивати полонених моряків, а його гуманне поводження до офіцерів знищених судів викликало повагу.
Невдачі почалися, коли Лангсдорф, який вибігши вранці 13 грудня 1939 року, отримав повідомлення від дозорних про наближення британського крейсера і двох есмінців. «Адмірал Граф Шпее» зменшив швидкість. Після, коли Лангсдорф повів свій корабель назустріч ворожим кораблям стало очевидно, що есмінці були насправді двома легкими крейсерами («Аякс» і «Ахіллес») на додаток до важкого крейсера «Ексетер». Морські аналітики стверджують, що Лангсдорф зробив тактичну помилку. Його корабель мав вогневу перевагу — 11-дюймові (280 мм) гармати, які були потужнішими за гармати британських кораблів: 8 дюймові (200 мм) на «Ексетері» і «Аяксі», і 6 дюймові (150 мм) на «Ахіллесі». До того ж, «Ексетер» був сильно пошкоджений і змушений був піти протягом півгодини після початку бою. Але він послав 8-дюймовий снаряд в німецький військовий корабель, який вигравав бій. Цей снаряд знищив парові котли, необхідні для роботи паливної системи очищення судна. Лангсдорфу повідомили, що у нього залишилось 16 годин, поки могли працювати парові котли, без надії на заміну або ремонт системи у відкритому морі. Коли «Адмірал Граф Шпее» потрапив в діапазон ворожих крейсерів, по ньому відкрили вогонь. Одночасно, німецький і британський командири вирішив перервати бій, і Лангсдорф взяв курс до нейтрального порту Монтевідео в Уругваї, щоб зробити ремонт.
Уругвайська влада не дотрималась міжнародних договорів і надала замість звичайних 72 годин 24 години, необхідних, щоб «Адмірал Граф Шпее» покинув порт до 20:00 17 грудня 1939 року, або його екіпаж повинен бути інтернований. Лангсдорф надіслав запит до Берліна, і було дано вказівку, що корабель не має бути інтернований в Уругваї (який мав добрі стосунки з Великою Британією), і не повинен потрапити в руки ворога, але не була дана директива про те, які дії слід зробити. Лангсдорф вважав, що він може спробувати переправити судно в дружній Буенос-Айрес нейтральної Аргентини, хоча вважалося, що канал не був досить глибокий для корабля, або він міг вивести корабель у море, щоб битися з британськими кораблями знову (хоча британська пропаганда і намагалась переконати німецьких моряків, що великі британські сили вже чатували на них, але фактично вони могли прибути тільки протягом п'яти днів), або ж він міг би затопити корабель. Так, чи інакше, після того, як була досягнута межа уругвайських територіальних вод, їх зупинили, екіпаж був знятий з крейсера аргентинськими баржами. Незабаром після цього були закладені заряди, і «Адмірал Граф Шпее» був підірваний. Він осів у неглибокій воді (сьогодні він лежить в шарі бруду і мулу на 7-8 метрів в воді, в залежності від рівня припливу).

### Смерть

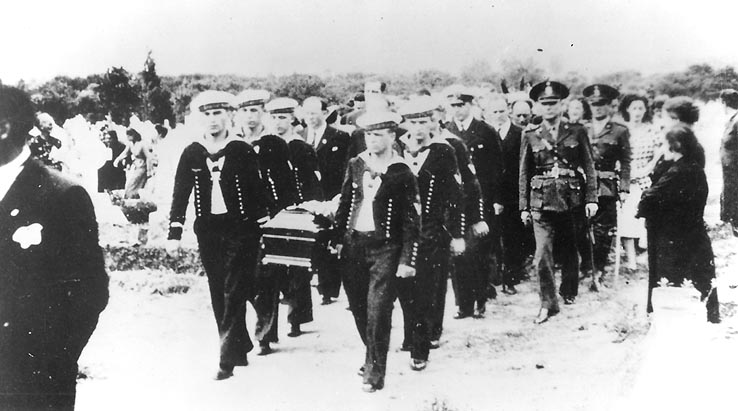
Похорон капітана Лангсдорфа

Лангсдорф був доставлений в Морський готель в Буенос-Айресі, де він писав листи своїй родині і командуванню. Ось, що він написав 19 грудня 1939 рік: «Тепер я можу довести тільки своєю смертю, що заради боротьби з ворогами Третього рейху, за честь прапора я готовий померти. Я один несу відповідальність за затоплення панцирного корабля „Адмірал Граф Шпеє“. Я щасливий заплатити своїм життям за свою честь і за честь прапора. Я зустрінуся віч-на-віч зі своєю смертю, з твердою вірою в майбутнє нації і мого фюрера.»
Він ліг, перетворившись на прапор крейсера «Адмірал Граф Шпеє» і застрелився, запобігаючи будь-які звинувачення в тому, що він уникнув подальших дій через боягузтво. Іншим мотивом було бажання Лангсдорф, піти на дно разом з «Графом Шпеє». Він говорив, що через дії команди, які переконали його, що капітан все ще необхідний для отримання членами команди амністії. Однак доля екіпажу корабля була вирішена. Лангсдорф наклав на себе руки, обернувшись в прапор як символічний акт смерті разом зі своїм кораблем.
Похований в німецькій секції кладовища Ла-Чакаріта в Буенос-Айресі, Аргентина, і був удостоєний честі обома сторонами за хоробрість і відвагу в бою.

## Оцінка особистості
Капітан Лангсдорф відрізнявся глибокою людяністю. Жоден член екіпажів кораблів, затоплених «Адміралом Графом Шпеє», не загинув, оскільки Лангсдорф дотримувався міжнародних угод, згідно яких торгове судно можна потопити лише після того, як всі члени його екіпажу покинуть корабель.
Людяність капітана також демонструє його бажання врятувати свої підлеглих, замість того, щоб загинути в останньому бою: «Я надаю перевагу тисячі живих молодих людей, а не тисячі мертвих героїв».
Ад'ютант Лангсдорфа Курт Діггінс так охарактеризував свого командира: «У нього було гуманістичне виховання, чого не можна було очікувати від офіцера Імператорського флоту.»
Британці також високо оцінили моральні якості капітана і його команди. 22 грудня 1939 року Отто Лангманн, посол Німеччини в Уругваї, повідомив, що, всупереч заявам нацистських пропагандистів про "злісну поведінку англійців на могилах моряків «Адмірала Графа Шпеє», англійські моряки ставляться до них із повагою на знак їхнього хорошого ставлення до полонених. Також Лангманн відзначив, що «південноамериканська громадськість ставиться до „Шпеє“ […] з повагою і співчуттям».

## Вшанування пам'яті
Вцілілі члени екіпажу «Адмірала Графа Шпее», зобов'язані життям капітану Лангсдорфу, щороку в грудні відвідують його могилу і кладуть на неї квіти.
В 2007 році у місті Аякс, Канада, названому на честь британського крейсера, який брав участь в бою з «Адміралом Графом Шпеє», одна з вулиць була названа на честь Лангсдорфа — Лангсдорф-Драйв. В цьому ж самому місті є також вулиці, названі на честь британських моряків, які брали участь в цьому бою.

## Особисте життя
У 1923 році в Дрездені Лангсдорф зустрів Рут Гаґер, на якій одружився в березні 1924 року, 14 грудня у них народився син Йоахім, який теж пішов служити у ВМФ.
В грудні 1944 року Йоахім Лангсдорф загинув в бою з британцями на борту субмарини типу Biber, якою керував. Після війни підводний човен підняли з дна і сьогодні він виставлений у Імперському військовому музеї в Лондоні.

## Нагороди

### Перша світова війна
- Залізний хрест 2-го (1916) і 1-го класу
- Ганзейський хрест (Гамбург)

### Міжвоєнний період
- Почесний хрест ветерана війни з мечами
- Медаль «За вислугу років у Вермахті» 4-го, 3-го, 2-го і 1-го класу (25 років)
- Командор ордена Медауйя (Іспанське Марокко)

## Галерея

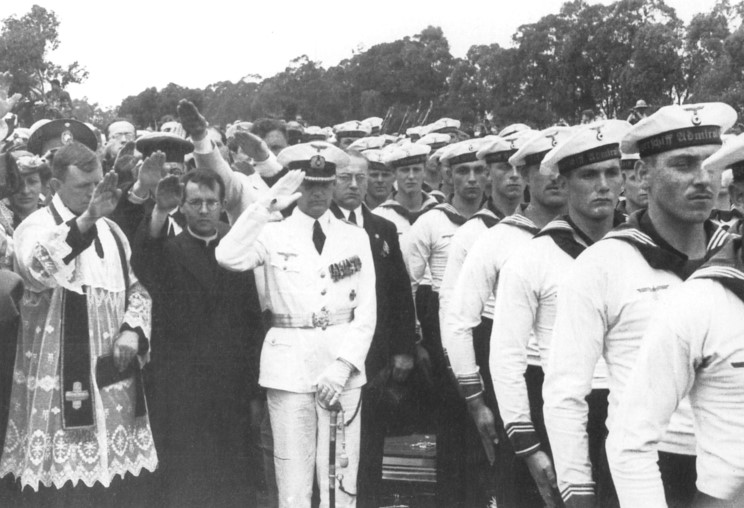
Капітан Лангсдорф зі своєю командою в Монтевідео.
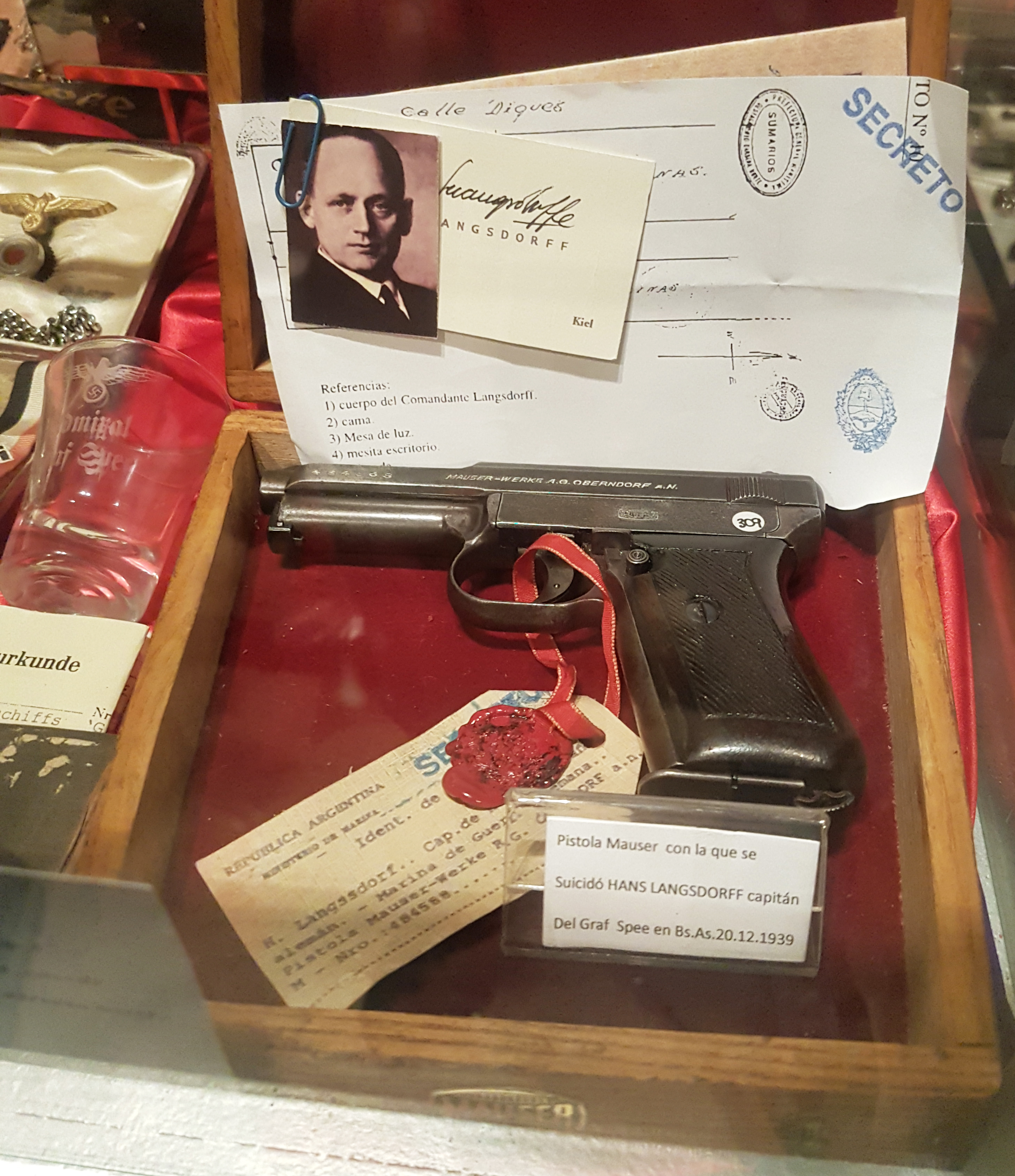
Пістолет Mauser 1934, з якого застрелився Лангдорф.